# Арго (съзвездие)
Вижте пояснителната страница за други значения на Арго.
Корабът на аргонавтите, Арго или Кораб (първоначално на латински: Argo Navis, „корабът Арго“) е голямо южно съзвездие, представляващо кораба „Арго“ на Язон и аргонавтите от древногръцката митология.
То е единственото съзвездие от списъка на Птолемей, което не е просъществувало до наши дни. (Виж списъка на съвременните съзвездия в статията Съзвездие)
Никола Луи дьо Лакай го разделя на Кил, Кърма и Корабни платна. Старото съзвездие „Корабът на аргонавтите“ е по-голямо от всяко едно съвременно съзвездие.